# 沃爾夫岡·洛茨
沃尔夫冈·洛茨（德語：Wolfgang Lotz，1921年1月6日—1993年5月13日），德國出生猶太人，以色列在埃及的間諜。

## 生平
洛茨在1921年生於德國曼海姆，父為導演，母為演員及猶太人。由於洛茨父母對宗教不太虔誠，因此沒有幫他行猶太教的割禮。洛茨父母在1931年離婚，1933年希特勒掌權後，母帶同兒子移民到巴勒斯坦。1936年他加入武裝組織哈加納，負責保全工作。
1939年第二次世界大戰爆發後，精通德語的洛茨加入英國陸軍並派駐埃及，成為戰俘審訊員，戰後他回到巴勒斯坦，並幫助哈加納走私武器。洛茨在1948年結婚並育有一子。第一次中東戰爭爆發後，他加入以色列國防軍參加戰爭，第二次中东战争爆發時他已成為少校並擔任一支步兵旅的旅長。戰後他加入了以色列军事情报局並準備派駐埃及，以監察贾迈勒·阿卜杜-纳赛尔總統的一舉一動。因於洛茨是德國人，加上埃及招攬了不少前納粹人員，因此他是最好不過的人選。洛茨會使用他的本名進行任務，但13歲後的經歷都是虛構，他在德國求學，曾加入隆美爾的北非軍團，戰後在澳洲居住11年並學習了養馬知識。
1959年，洛茨先在德國居住一段時間以進行身分掩護，在1961年才前往埃及執行任務，並在埃及結識了不少上流社會的人物。同年6月他前往巴黎向上司匯報時，遇到一名德國女子，墜入了愛河並結婚。婚後以色列情報特務局（俗稱摩薩德）才得悉此事，甚至一度考慮終止他的任務。回到埃及後他開了一所騎術學校，不斷接觸埃及權力核心人物、科學家和高級軍官。由於與軍官關係友好，使他有機會參觀埃及軍用機場，並聽軍官講解埃及的木製假飛機如何欺騙以色列，以假亂真。此外他亦成功弄到一份德國飛彈科學家清單，內有住址資料，並交給以色列。
1965年東德總統訪問埃及，引起西德政府強烈抗議，使埃及方面逮捕了30名在開羅的西德人，包括洛茨。洛茨以為自己的間諜工作已經被揭發了，於是坦誠地把自己的身份說出，說自己曾在北非作戰，在澳洲居住，把埃及當局嚇了一跳。埃及反情報人員按照他的口供，在他的浴室內找到無線電發射機等間諜裝備。由於洛茨沒有行割禮，使得埃及相信他不是猶太人，能免於一死。同一時間，在敘利亞的以色列間諜伊莱·科恩亦被捕，並秘密審訊及判死刑。埃及選擇以公開的方式審判洛茨，最終判25年終身監禁，其妻子亦判監3年。
1967年六日戰爭後，以色列向埃及交涉，提議以5000名埃及戰俘換取在埃及的以色列戰俘，另以10名埃及高級軍官換取10名被捕的以色列間諜。纳赛尔總統同意了這要求，1968年2月4日，洛茨等人被送上飛機，經過多次轉機後才到達以色列。1973年，洛茨妻子離世。洛茨本人亦在1993年逝世。